# 木髓帽

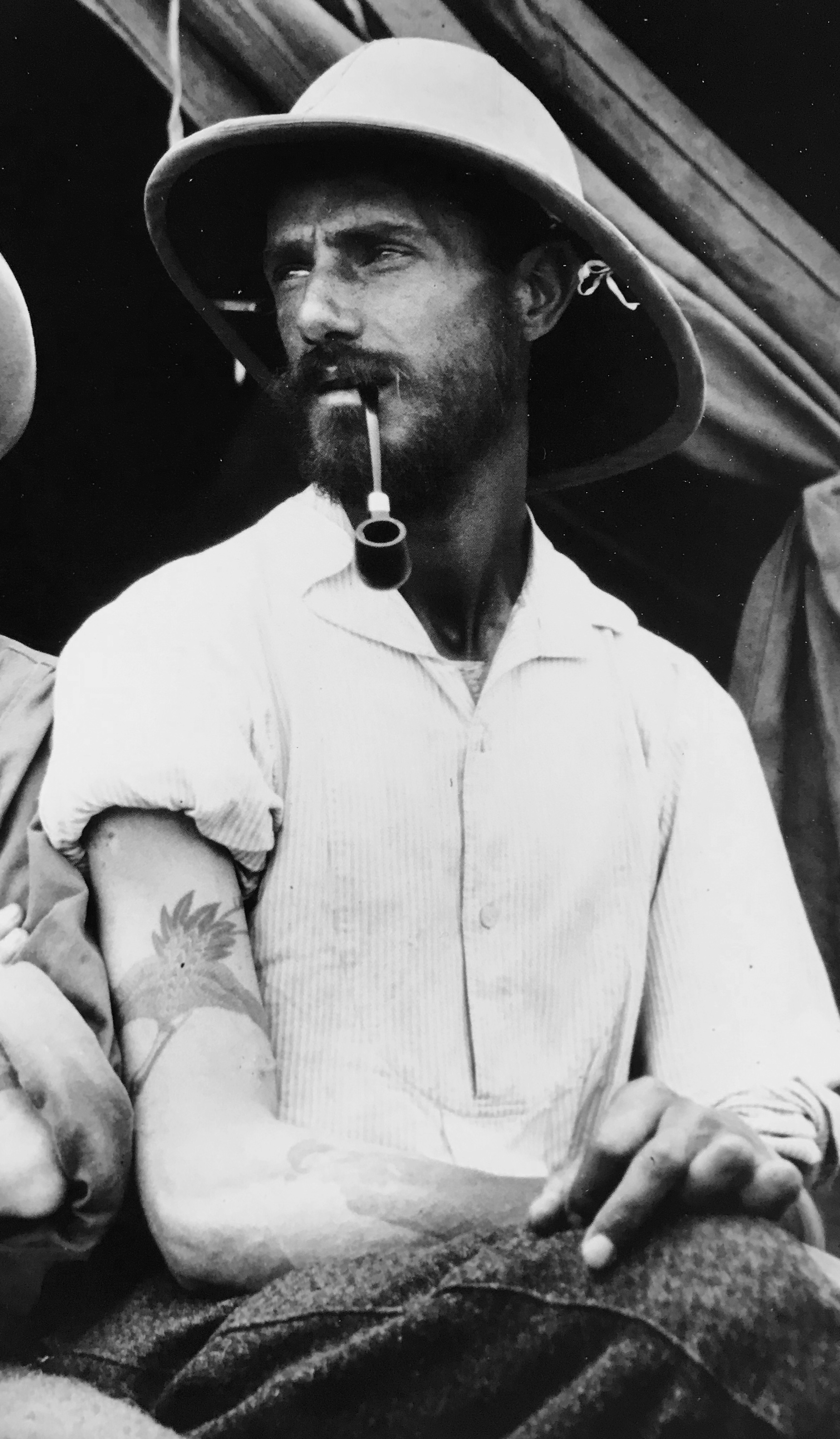
1907-1908年，第14世曼达斯公爵(西班牙)头戴木髓帽在一次英属东非的狩猎旅行中。

木髓帽 (西班牙语: salacot)，又称游猎头盔，太阳帽，土著语言中称为topee、sola topee或是topi,最初是一种轻便，由Shola木髓布料制成的头盔。木髓帽最早从菲律宾土著常用的Salakot帽改造而来。
19-20世纪，世界各地的欧洲旅行者和游猎者为了抵御非洲、东南亚和其它热带地区的炎热气候，普遍使用木髓帽出行；欧洲各国亦普遍为驻扎在炎热气候地区的殖民地军队发放木髓帽。久而久之，伴随着欧洲殖民者瓜分旧世界的脚步，本为土著使用的木髓帽逐渐成为欧洲殖民主义的象征。
第二次世界大战后，在法属印度支那的越盟和后来的北越人民军，继承了前法国殖民时期的木髓帽并普遍采用。 如今木髓帽仍然被越南(主要是北越)平民广泛使用。
在其他国家，木髓帽因为其殖民主义色彩，时至今日已经很少用，主要是在某些国家(尤其是英联邦国家)军队穿着礼服时才佩带。